# Kabinett Katsura I
Das 1. Kabinett Katsura (jap. 第一次桂内閣, dai-ichiji Katsura naikaku) regierte Japan unter Führung von Premierminister Katsura Tarō vom 2. Juni 1901 bis zum 7. Januar 1906.
| Amt                                    | Name               | Amtszeit                                                                                                 | Kammer (Wahlkreis) | Fraktion |
| -------------------------------------- | ------------------ | --- | ------------------ | -------- |
| Premierminister                        | Katsura Tarō       | |                    |          |
| Außenminister                          | Sone Arasuke       | 2. Juni 1901 bis 21. September 1901                                                                      |                    |          |
| Außenminister                          | Komura Jūtarō      | 21. September 1901 bis 3. Juli 1905; 18. Oktober 1905 bis 4. November 1905; 2. Januar bis 7. Januar 1906 |                    |          |
| Außenminister                          | Katsura Tarō       | 3. Juli 1905 bis 18. Oktober 1905; 4. November 1905 bis 2. Januar 1906                                   |                    |          |
| Innenminister                          | Utsumi Tadakatsu   | 2. Juni 1901 bis 15. Juli 1903                                                                           |                    |          |
| Innenminister                          | Kodama Gentarō     | 15. Juli 1903 bis 12. Oktober 1903                                                                       |                    |          |
| Innenminister                          | Katsura Tarō       | 12. Oktober 1903 bis 20. Februar 1904                                                                    |                    |          |
| Innenminister                          | Yoshikawa Akimasa  | 20. Februar 1904 bis 16. September 1905                                                                  |                    |          |
| Innenminister                          | Kiyoura Keigo      | 16. September 1905 bis 7. Januar 1906                                                                    |                    |          |
| Finanzminister                         | Sone Arasuke       | |                    |          |
| Heeresminister                         | Kodama Gentarō     | 2. Juni 1901 bis 27. März 1902                                                                           |                    |          |
| Heeresminister                         | Terauchi Masatake  | 27. März 1902 bis 7. Januar 1906                                                                         |                    |          |
| Marineminister                         | Yamamoto Gonnohyōe | |                    |          |
| Justizminister                         | Kiyoura Keigo      | 2. Juni 1901 bis 22. September 1903                                                                      |                    |          |
| Justizminister                         | Hatano Takanao     | 22. September 1903 bis 7. Januar 1906                                                                    |                    |          |
| Kultusminister                         | Kikuchi Dairoku    | 2. Juni 1901 bis 17. Juli 1903                                                                           |                    |          |
| Kultusminister                         | Kodama Gentarō     | 17. Juli 1903 bis 22. September 1903                                                                     |                    |          |
| Kultusminister                         | Kubota Yuzuru      | 22. September 1903 bis 14. Dezember 1905                                                                 |                    |          |
| Kultusminister                         | Katsura Tarō       | 14. Dezember 1905 bis 7. Januar 1906                                                                     |                    |          |
| Minister für Landwirtschaft und Handel | Hirata Tōsuke      | 2. Juni 1902 bis 17. Juli 1903                                                                           |                    |          |
| Minister für Landwirtschaft und Handel | Kiyoura Keigo      | 17. Juli 1903 bis 7. Januar 1906                                                                         |                    |          |
| Minister für Kommunikation             | Yoshikawa Akimasa  | 2. Juni 1902 bis 17. Juli 1903                                                                           |                    |          |
| Minister für Kommunikation             | Sone Arasuke       | 17. Juli 1903 bis 22. September 1903                                                                     |                    |          |
| Minister für Kommunikation             | Ōura Kanetake      | 22. September 1903 bis 7. Januar 1906                                                                    |                    |          |

## Andere Positionen
| Amt                        | Name                                                  |
| -------------------------- | ----------------------------------------------------- |
| Chefkabinettssekretär      | Shibata Kamon                                         |
| Leiter des Legislativbüros | Okuda Yoshindo 2. Juni 1901 bis 26. September 1902    |
| Leiter des Legislativbüros | Ichiki Kitokurō 26. September 1902 bis 7. Januar 1906 |